# Belawan
Belawan là một thành phố cảng ở bờ biển đông bắc của Sumatra, Indonesia. Thành phố nằm bên Sông Deli gần thành phố Medan, Belawan là cảng bận rộn nhất Indonesia bên ngoài Java. Ở đây có dịch vụ phà nối Belawan qua eo biển Malacca đến Penang, Malaysia; và nhiều lúc phà này cũng chạy từ Belawan đến Satun, Thái Lan.
Cảng này được xây lần đầu tiên vào năm 1890 để tạo một vị trí để thuốc lá có thể chuyển trực tiếp giữa đường ray từ các tàu thủy nội địa và tàu thủy deep-draft. Bến cảng đã được mở rộng năm 1907 với việc xây dựng thêm một đoạn mới phục vụ cho những nhà buôn bản xứ và người Hoa, cảng hiện hữu lúc đó cho tàu bè châu Âu. Vào đầu thế kỷ 20 việc kinh doanh của cảng phát đạt với việc tăng trưởng của các đồn điền cao su, dầu cọ lớn ở bắc Sumatra. Trong thập niên 1920 nhiều bến cảng và trang thiết bị đã được xây dựng. Năm 1938, cảng này là cảng lớn nhất của Đông Ấn Hà Lan, tính về giá trị hàng hóa. Khối lượng hàng hóa giảm đáng kể sau khi Indonesia độc lập và không đạt mức của trước khi độc lập cho đến giữa thập niên 1960. Việc tái cầu trúc lớn năm 1985 được thực hiện với công trình bến cảng côngtenơ, gần bằng 1/5 xuất khẩu bằng côngtenơ của Indonesia. Các sản phẩm xuất chính: cao su, dầu cọ, trà và cà phê.